# George Robledo
George Oliver Robledo, hiszp. Jorge Robledo (ur. 14 kwietnia 1926 w Iquique, zm. 1 kwietnia 1989 w Viña del Mar) – chilijski piłkarz, który występował na pozycji napastnika, a także trener piłkarski.
W latach 1950–1957 reprezentant Chile. Srebrny medalista Copa América 1955, uczestnik Mistrzostw Świata 1950 oraz Copa América 1957.

## Kariera klubowa
George Robledo urodził się w Chile w rodzinie chilijsko-angielskiej. W 1932 wyemigrował z rodzicami do Anglii. Karierę piłkarską George Robledo rozpoczął w amatorskiej drużynie zawodowego klubu Huddersfield Town F.C., w którym grę łączył z pracą górnika w miejscowej kopalni. W 1943 został zawodnikiem drugoligowego Barnsley. Na grę w I lidze musiał poczekać do 1946, kiedy to Anglii wznowiono rozgrywki ligowe. W trakcie sezonu przeszedł za sumę 29.000 funtów do pierwszoligowego Newcastle United.
W nowych barwach zadebiutował 5 lutego 1949 w wygranym 2:0 meczu z Charlton Athletic. Pierwszą bramkę zdobył miesiąc później w meczu z Sunderlandem. Bilans jego pierwszego sezonu w Newcastle to 15 meczów i 6 bramek. W sezonie 1950/1951 Robledo zdobył z drużyną Srok Puchar Anglii po pokonaniu w finale zespołu Blackpool F.C.
Najlepszym w jego karierze był sezon 1951/1952. Newcastle dotarł do finału Pucharu Anglii. W finale rozegranym 3 maja 1952 Newcastle pokonał Arsenal 1-0, po bramce Robledo w 84 min. W lidze angielskiej Robledo w 39 spotkaniach zdobył 33 bramek, dzięki czemu został królem strzelców całego sezonu 1951/1952.
W trakcie sezonu 1952/1953 powrócił do Chile, gdzie został kupiony za sumę 25.000 funtów przez CSD Colo-Colo. Z Colo-Colo dwukrotnie zdobył mistrzostwo w 1953 i 1956 oraz Puchar Chile w 1958. Indywidualnie w 1953 i 1954 był królem strzelców ligi chilijskiej. Ogółem w barwach Colo-Colo rozegrał 153 mecze, w których zdobył 84 bramki. 
Piłkarską karierę zakończył w CD O’Higgins w 1960.

## Kariera reprezentacyjna
W 1950 tuż przed mistrzostwami świata w Brazylii Robledo zgłosił akces do gry w reprezentacji Chile, mimo że nie mówił po hiszpańsku. Na mundialu wystąpił we wszystkich trzech meczach: z Anglią (jego debiut w reprezentacji), Hiszpanią i USA (bramka).
W 1955 uczestniczył w turnieju Copa América. Na turnieju, którego Chile było gospodarzem, „La Roja” zajęła drugie miejsce, a Robledo wystąpił we wszystkich pięciu meczach: z Ekwadorem (bramka), Peru (bramka), Urugwajem, Paragwajem i Argentyną. W 1956 uczestniczył w drugiej edycji istrzostw panamerykańskich, na którym Chile zajęło ostatnie miejsce. Na tym turnieju Robledo wystąpił we wszystkich meczach: z Brazylią, Kostaryką, Argentyną, Peru i Meksykiem.
W 1957 po raz drugi uczestniczył w turnieju Copa América. Na turnieju w Peru Chile zajęła szóste miejsce, a Robledo wystąpił w czterech meczach: z Peru, Kolumbią, Paragwajem i Urugwajem. Ostatni raz w reprezentacji wystąpił 13 października 1957 w przegranym 0-2 meczu eliminacjach mistrzostw świata z Argentyną.
Od 1950 do 1957 roku rozegrał w kadrze narodowej 31 spotkań, w których zdobył 8 bramek.